# Calendrier de la saison de cyclo-cross masculine 2011-2012
Navigation
2010-2011 2012-2013
Le calendrier de la saison de cyclo-cross masculine 2011-2012 regroupe des courses de cyclo-cross débutant le 10 septembre 2011 et finissant le 19 février 2012. Les épreuves individuelles sont classées en cinq catégories. La plus haute catégorie regroupe les épreuves de la coupe du monde (CDM), qui donne lieu à un classement. Derrière elles, on retrouve les courses de catégorie C1 et C2, qui attribuent des points pour le classement mondial, ensuite les courses réservées aux moins de 23 ans, appelés également espoirs (catégorie CU) et enfin les courses pour les juniors (catégorie CJ). On retrouve également les championnats nationaux (CN) qui sont organisés dans une vingtaine de pays.

## Classements UCI
Résultats finals
| #   | Coureur             | Pays       | Pts   |
| --- | ------------------- | ---------- | ----- |
| 1.  | Kevin Pauwels       | Belgique   | 2 333 |
| 2.  | Sven Nys            | Belgique   | 2 180 |
| 3.  | Zdeněk Štybar       | Tchéquie   | 1 950 |
| 4.  | Niels Albert        | Belgique   | 1 617 |
| 5.  | Tom Meeusen         | Belgique   | 1 505 |
| 6.  | Klaas Vantornout    | Belgique   | 1 393 |
| 7.  | Lars van der Haar   | Pays-Bas   | 1 321 |
| 8.  | Francis Mourey      | France     | 1 231 |
| 9.  | Bart Aernouts       | Belgique   | 1 224 |
| 10. | Rob Peeters         | Belgique   | 1 002 |
| 11. | Radomír Šimůnek jr. | Tchéquie   | 961   |
| 12. | Jeremy Powers       | États-Unis | 943   |
| 13. | Bart Wellens        | Belgique   | 829   |
| 14. | Steve Chainel       | France     | 826   |
| 15. | Ryan Trebon         | États-Unis | 760   |
| 16. | Enrico Franzoi      | Italie     | 678   |
| 17. | Simon Zahner        | Suisse     | 674   |
| 18. | Thijs van Amerongen | Pays-Bas   | 626   |
| 19. | Mariusz Gil         | Pologne    | 626   |
| 20. | Timothy Johnson     | États-Unis | 602   |

| #   | Nation (élites) | Pts   |
| --- | --------------- | ----- |
| 1.  | Belgique        | 6 130 |
| 2.  | Tchéquie        | 3 270 |
| 3.  | France          | 2 610 |
| 4.  | Pays-Bas        | 2 511 |
| 5.  | États-Unis      | 2 305 |
| 6.  | Suisse          | 1 776 |
| 7.  | Italie          | 1 486 |
| 8.  | Allemagne       | 1 408 |
| 9.  | Pologne         | 937   |
| 10. | Espagne         | 888   |
| 11. | Royaume-Uni     | 815   |
| 12. | Canada          | 583   |
| 13. | Japon           | 422   |
| 14. | Slovaquie       | 419   |
| 15. | Suède           | 341   |
| 16. | Danemark        | 309   |
| 17. | Luxembourg      | 244   |
| 18. | Autriche        | 223   |
| 19. | Serbie          | 200   |
| 20. | Croatie         | 200   |
| 21. | Irlande         | 200   |
| 22. | Hongrie         | 200   |
| 23. | Finlande        | 200   |
| 24. | Australie       | 20    |
| 25. | Norvège         | 20    |
| 26. | Lettonie        | 10    |
| 27. | Estonie         | 5     |

| #   | Nation (moins de 23 ans) | Pts   |
| --- | ------------------------ | ----- |
| 1.  | Pays-Bas                 | 1 982 |
| 2.  | Belgique                 | 1 006 |
| 3.  | France                   | 696   |
| 4.  | États-Unis               | 557   |
| 5.  | Italie                   | 516   |
| 6.  | Tchéquie                 | 422   |
| 7.  | Suisse                   | 387   |
| 8.  | Pologne                  | 330   |
| 9.  | Allemagne                | 276   |
| 10. | Canada                   | 272   |
| 11. | Danemark                 | 259   |
| 12. | Royaume-Uni              | 233   |
| 13. | Espagne                  | 214   |
| 14. | Croatie                  | 155   |
| 15. | Serbie                   | 105   |
| 16. | Autriche                 | 80    |
| 17. | Suède                    | 70    |
| 18. | Luxembourg               | 55    |
| 19. | Irlande                  | 45    |
| 20. | Finlande                 | 35    |
| 21. | Hongrie                  | 33    |
| 22. | Slovaquie                | 3     |

| #   | Nation (juniors) | Pts |
| --- | ---------------- | --- |
| 1.  | Pays-Bas         | 377 |
| 2.  | France           | 361 |
| 3.  | Belgique         | 356 |
| 4.  | Espagne          | 165 |
| 5.  | États-Unis       | 162 |
| 6.  | Allemagne        | 157 |
| 7.  | Italie           | 122 |
| 8.  | Royaume-Uni      | 85  |
| 9.  | Tchéquie         | 83  |
| 10. | Luxembourg       | 75  |
| 11. | Suisse           | 73  |
| 12. | Pologne          | 69  |
| 13. | Canada           | 66  |
| 14. | Serbie           | 65  |
| 15. | Autriche         | 65  |
| 16. | Danemark         | 65  |
| 17. | Hongrie          | 65  |
| 18. | Japon            | 65  |
| 19. | Slovaquie        | 65  |
| 20. | Finlande         | 65  |
| 21. | Suède            | 2   |

## Calendrier

### Septembre
| Date | Épreuve                                                                                              | Cat. | Vainqueur         | Équipe                       |
| ---- | --- | ---- | ----------------- | ---------------------------- |
| 10   | Nittany Lion Cross, Breinigsville                                                                    | C2   | Jeremy Powers     | Rapha-Focus                  |
| 14   | Cross After Dark Series #1 - CrossVegas, Las Vegas                                                   | C1   | Lars van der Haar | Rabobank-Giant Off-Road Team |
| 17   | Cross After Dark Series #2 - StarCrossed, Redmond                                                    | C2   | Bart Wellens      | Telenet-Fidea                |
| 17   | Charm City Cross 1, Baltimore                                                                        | C2   | Ian Field         | Hargroves Cycles             |
| 18   | Rapha Focus GP, Issaquah                                                                             | C2   | Bart Wellens      | Telenet-Fidea                |
| 18   | Steenbergcross, Erpe-Mere                                                                            | C2   | Kevin Pauwels     | Sunweb-Revor                 |
| 18   | Charm City Cross 2, Baltimore                                                                        | C2   | Tom Van den Bosch | AA Drink Cycling Team        |
| 18   | New England Championship Series #1 - Catamount Grand Prix, Williston                                 | C2   | Nicolas Bazin     | BigMat-Auber 93              |
| 21   | Cross After Dark Series #3 - Gateway Cross Cup, Saint-Louis                                          | C2   | Jeremy Powers     | Rapha-Focus                  |
| 24   | USGP of Cyclocross #1 - Planet Bike Cup 1, Sun Prairie                                               | C1   | Ryan Trebon       | LTS-Felt                     |
| 24   | GP Neerpelt Wisseltrofee Eric Vanderaerden, Neerpelt                                                 | C2   | Sven Nys          | Landbouwkrediet              |
| 24   | New England Championship Series #2 - The Nor Easter Cyclo-cross presented by Cycle-smart, Burlington | C2   | Ian Field         | Hargroves Cycles             |
| 24   | Toi Toi Cup #1, Stříbro                                                                              | C2   | Zdeněk Štybar     | Quick Step                   |
| 24   | Openingsveldrit van Harderwijk, Harderwijk                                                           | C2   | Lars van der Haar | Rabobank-Giant Off-Road Team |
| 25   | USGP of Cyclocross #2 - Planet Bike Cup 2, Sun Prairie                                               | C2   | Bart Wellens      | Telenet-Fidea                |
| 25   | Süpercross Baden, Baden                                                                              | C2   | Zdeněk Štybar     | Quick Step                   |
| 25   | Rohrbach's Ellison Park Cyclocross, Rochester                                                        | C2   | Nicolas Bazin     | BigMat-Auber 93              |
| 28   | Toi Toi Cup #2, Mnichovo Hradiště                                                                    | C2   | Martin Zlámalík   | KDL trans-Landbouwkrediet    |

### Octobre
| Date | Épreuve                                                                    | Cat. | Vainqueur              | Équipe                                |
| ---- | -------------------------------------------------------------------------- | ---- | ---------------------- | ------------------------------------- |
| 1    | New England Championship Series #3 - Gran Prix of Gloucester 1, Gloucester | C1   | Christian Heule        | Cannondale-Cyclocrossworld.com        |
| 1    | Cyclo-cross International Podbrezová, Podbrezová                           | C2   | Róbert Gavenda         | KDL trans-Landbouwkrediet             |
| 2    | Vlaamse Industrieprijs Bosduin juniors, Kalmthout                          | CJ   | Mathieu van der Poel   | BOXX Veldritacademie                  |
| 2    | Vlaamse Industrieprijs Bosduin espoirs, Kalmthout                          | CU   | Lars van der Haar      | Rabobank-Giant Off-Road Team          |
| 2    | Vlaamse Industrieprijs Bosduin, Kalmthout                                  | C1   | Niels Albert           | BKCP-Powerplus                        |
| 2    | Trofeo Rigoni di Asiago, Asagio                                            | C2   | Cristian Cominelli     | TX Active Bianchi                     |
| 2    | New England Championship Series #4 - Gran Prix of Gloucester 2, Gloucester | C2   | Jeremy Powers          | Rapha-Focus                           |
| 8    | New England Championship Series #5 - Providence Cyclo-cross 1, Providence  | C1   | Justin Lindine         | BikeReg.com/Joe's Garage              |
| 8    | USGP of Cyclocross #3 - New Belgium Cup 1, Fort Collins                    | C1   | Ryan Trebon            | LTS-Felt                              |
| 8    | Toi Toi Cup #3, Loštice                                                    | C2   | Petr Dlask             | Ruben Birell Cycling Team Specialized |
| 9    | Superprestige juniors #1, Ruddervoorde                                     | CJ   | Wout van Aert          | VZW Young Telenet Fidea               |
| 9    | Superprestige espoirs #1, Ruddervoorde                                     | CU   | Wietse Bosmans         | BKCP-Powerplus                        |
| 9    | Superprestige #1, Ruddervoorde                                             | C1   | Niels Albert           | BKCP-Powerplus                        |
| 9    | National Trophy Series #1 - South Shields, South Shields                   | C2   | Thijs Al               | AA Drink Cycling Team                 |
| 9    | New England Championship Series #6 - Providence Cyclo-cross 2, Providence  | C2   | Justin Lindine         | BikeReg.com/Joe's Garage              |
| 9    | USGP of Cyclocross #4 - New Belgium Cup 2, Fort Collins                    | C2   | Jeremy Powers          | Rapha-Focus                           |
| 9    | Memorial Jonathan Tabotta, Buja                                            | C2   | Enrico Franzoi         | Selle Italia-Guerciotti               |
| 13   | Kermiscross, Ardooie                                                       | C2   | Zdeněk Štybar          | Quick Step                            |
| 15   | Granogue Cross 1 juniors, Wilmington                                       | CJ   | Curtis White           | Clif Bar Development Cyclo Cross Team |
| 15   | Granogue Cross 1, Wilmington                                               | C2   | Justin Lindine         | BikeReg.com/Joe's Garage              |
| 15   | Cross After Dark Series #4 - Spooky Cross, Irvine                          | C2   | Ryan Trebon            | LTS-Felt                              |
| 15   | IX Cyclo-cross de Villarcayo juniors, Villarcayo                           | CJ   | Yorben Van Tichelt     | Landbouwkrediet-KDL                   |
| 15   | IX Cyclo-cross de Villarcayo, Villarcayo                                   | C2   | Vincent Baestaens      | Landbouwkrediet                       |
| 16   | Granogue Cross 2 juniors, Wilmington                                       | CJ   | Andrew Dillman         | Bob's Red Mill                        |
| 16   | Granogue Cross 2, Wilmington                                               | C2   | Justin Lindine         | BikeReg.com/Joe's Garage              |
| 16   | Spooky Cross, Irvine                                                       | C2   | Ryan Trebon            | LTS-Felt                              |
| 16   | Coupe du monde #1, Plzeň                                                   | CDM  | Sven Nys               | Landbouwkrediet                       |
| 16   | Side event juniors, Plzeň                                                  | CJ   | Jan Brezna             | KC Cooperativa                        |
| 22   | VIII Cyclo-cross de Medina de Pomar juniors, Medina de Pomar               | CJ   | Kevin Suárez Fernández | Bio-Racer-BH                          |
| 22   | VIII Cyclo-cross de Medina de Pomar, Medina de Pomar                       | C2   | Diether Sweeck         | KDL trans-Landbouwkrediet             |
| 23   | New England Championship Series #7 - Downeast Cyclo-cross, New Gloucester  | C2   | Justin Lindine         | BikeReg.com/Joe's Garage              |
| 23   | Internationales Radquer Uster, Uster                                       | C2   | Lukas Flückiger        | Team Trek World Cup                   |
| 23   | GP de la Commune de Contern, Contern                                       | C2   | Joeri Adams            | Telenet-Fidea                         |
| 23   | Coupe du monde juniors #1, Tábor                                           | CDM  | Mathieu van der Poel   | Pays-Bas                              |
| 23   | Coupe du monde espoirs #1, Tábor                                           | CDM  | Lars van der Haar      | Pays-Bas                              |
| 23   | Coupe du monde #2, Tábor                                                   | CDM  | Kevin Pauwels          | Sunweb-Revor                          |
| 25   | 11e Kiremko Nacht van Woerden juniors, Woerden                             | CJ   | Mathieu van der Poel   | BOXX Veldritacademie                  |
| 25   | 11e Kiremko Nacht van Woerden, Woerden                                     | C2   | Bart Aernouts          | Rabobank-Giant Off-Road Team          |
| 28   | Toi Toi Cup #4, Hlinsko                                                    | C2   | Christoph Pfingsten    | Cyclingteam de Rijke                  |
| 29   | Beacon Cross, Bridgeton                                                    | C2   | Craig Richey           | Renner Custom CX Team-Raleigh         |
| 29   | Colorado Cross Classic, Boulder                                            | C2   | Ryan Trebon            | LTS-Felt                              |
| 30   | Victory Circle Graphix Boulder Cup, Boulder                                | C1   | Ben Berden             | Ops Ale-Stoemper                      |
| 30   | Superprestige juniors #2, Zonhoven                                         | CJ   | Mathieu van der Poel   | BOXX Veldritacademie                  |
| 30   | Superprestige espoirs #2, Zonhoven                                         | CU   | Wietse Bosmans         | BKCP-Powerplus                        |
| 30   | Superprestige #2, Zonhoven                                                 | C1   | Niels Albert           | BKCP-Powerplus                        |
| 30   | Internationales Radquer Steinmaur, Steinmaur                               | C2   | Marcel Wildhaber       | Scott-Swisspower MTB-Racing           |
| 30   | XIX Cyclo-cross de Karrantza juniors, Karrantza                            | CJ   | Kevin Suárez Fernández | Bio-Racer-BH                          |
| 30   | XIX Cyclo-cross de Karrantza, Karrantza                                    | C2   | Egoitz Murgoitio       | Grupo Hirumet Taldea                  |
| 30   | HPCX, Jamesburg                                                            | C2   | Lukas Winterberg       | Philadelphia Cyclocross School        |
| 30   | National Trophy Series #2 - Leicester, Leicester                           | C2   | Jelle Brackman         | MTB Dreamteam                         |
| 30   | Valdidentro Night & Day Giro d'Italia Ciclocross, Isolaccia                | C2   | Enrico Franzoi         | Selle Italia-Guerciotti               |
| 30   | Challenge la France cycliste de cyclo-cross juniors #1, Lignières-en-Berry | CJ   | Romain Seigle          | CR Rhône Alpes                        |
| 30   | Challenge la France cycliste de cyclo-cross espoirs #1, Lignières-en-Berry | CU   | Bastien Duculty        | CR Rhône Alpes                        |
| 30   | Challenge la France cycliste de cyclo-cross #1, Lignières-en-Berry         | C2   | Francis Mourey         | FDJ                                   |

### Novembre
| Date | Épreuve                                                                           | Cat. | Vainqueur              | Équipe                              |
| ---- | --------------------------------------------------------------------------------- | ---- | ---------------------- | ----------------------------------- |
| 1    | Trophée GvA juniors #1 - Koppenbergcross, Audenarde                               | CJ   | Yorben Van Tichelt     | Landbouwkrediet-KDL                 |
| 1    | Trophée GvA espoirs #1 - Koppenbergcross, Audenarde                               | CU   | Lars van der Haar      | Rabobank-Giant Off-Road Team        |
| 1    | Trophée GvA #1 - Koppenbergcross, Audenarde                                       | C1   | Kevin Pauwels          | Sunweb-Revor                        |
| 1    | Trofeo Ayuntamiento de Muskiz juniors, Muskiz                                     | CJ   | Kevin Suárez Fernández | Bio-Racer-BH                        |
| 1    | Trofeo Ayuntamiento de Muskiz espoirs, Muskiz                                     | CU   | Pablo Rodríguez Guede  | Academia Postal-Actyon-Maceda       |
| 1    | Trofeo Ayuntamiento de Muskiz, Muskiz                                             | C2   | Egoitz Murgoitio       | Grupo Hirumet Taldea                |
| 1    | Cyclo-cross international de Marle, Marle                                         | C2   | Francis Mourey         | FDJ                                 |
| 4    | Darkhorse Cyclo-Stampede International Cyclo-cross, Covington                     | C2   | Jeremy Powers          | Rapha-Focus                         |
| 5    | New England Championship Series #8 - The Cycle-Smart International 1, Northampton | C2   | Luke Keough            | Champion Systems-Keough Cyclocross  |
| 5    | Grand Prix de la Région Wallonne, Dottignies                                      | C2   | Niels Albert           | BKCP-Powerplus                      |
| 5    | Java Johnny's - Lionhearts International Cyclo-cross juniors, Middletown          | CJ   | Andrew Dillman         | Bob's Red Mill                      |
| 5    | Java Johnny's - Lionhearts International Cyclo-cross, Middletown                  | C2   | Ryan Trebon            | LTS-Felt                            |
| 6    | Harbin Park International juniors, Cincinnati                                     | CJ   | Andrew Dillman         | Bob's Red Mill                      |
| 6    | Harbin Park International, Cincinnati                                             | C1   | Jeremy Powers          | Rapha-Focus                         |
| 6    | Int. Radquer Hittnau, Hittnau                                                     | C2   | Marcel Wildhaber       | Scott-Swisspower MTB-Racing         |
| 6    | Trophée GvA juniors #2 - GP Mario De Clercq, Renaix                               | CJ   | Ben Boets              | VZW Young Telenet Fidea             |
| 6    | Trophée GvA espoirs #2 - GP Mario De Clercq, Renaix                               | CU   | Michael Vanthourenhout |                                     |
| 6    | Trophée GvA #2 - GP Mario De Clercq, Renaix                                       | C2   | Kevin Pauwels          | Sunweb-Revor                        |
| 6    | Int. Radquerfeldein Lambach/Stadl-Paura, Stadl-Paura                              | C2   | Ondřej Bambula         | Cyklo Team Budvar Tábor             |
| 6    | New England Championship Series #9 - The Cycle-Smart International 2, Northampton | C2   | Luke Keough            | Champion Systems-Keough Cyclocross  |
| 6    | Championnat d'Europe de cyclo-cross juniors, Lucques                              | CC   | Mathieu van der Poel   | Pays-Bas                            |
| 6    | Championnat d'Europe de cyclo-cross moins de 23 ans, Lucques                      | CC   | Lars van der Haar      | Pays-Bas                            |
| 11   | Cyclo-cross de Nommay, Nommay                                                     | C1   | Francis Mourey         | FDJ                                 |
| 11   | Fidea Jaarmarktcross Niel, Niel                                                   | C2   | Sven Nys               | Landbouwkrediet                     |
| 12   | Derby City Cup 1, Louisville                                                      | CJ   | Andrew Dillman         | Bob's Red Mill                      |
| 12   | USGP of Cyclocross #5 - Derby City Cup 1, Louisville                              | C1   | Jeremy Powers          | Rapha-Focus                         |
| 12   | Toi Toi Cup #5, Louny                                                             | C2   | Christoph Pfingsten    | Cyclingteam de Rijke                |
| 13   | Superprestige juniors #3, Hamme-Zogge                                             | CJ   | Mathieu van der Poel   | BOXX Veldritacademie                |
| 13   | Superprestige espoirs #3, Hamme-Zogge                                             | CU   | Mike Teunissen         | Rabobank-Giant Off-Road Team        |
| 13   | Superprestige #3, Hamme-Zogge                                                     | C1   | Zdeněk Štybar          | Quick Step                          |
| 13   | Derby City Cup 2, Louisville                                                      | CJ   | Andrew Dillman         | Bob's Red Mill                      |
| 13   | USGP of Cyclocross #6 - Derby City Cup 2, Louisville                              | C2   | Jeremy Powers          | Rapha-Focus                         |
| 13   | Internationales Radquer Frenkendorf, Frenkendorf                                  | C2   | Francis Mourey         | FDJ                                 |
| 13   | National Trophy Series juniors #3 - Southampton, Southampton                      | CJ   | Hugo Robinson          | Elmy Cycles XRT                     |
| 13   | National Trophy Series #3 - Southampton, Southampton                              | C2   | Floris De Tier         | Baboco                              |
| 17   | Toi Toi Cup #6, Holé Vrchy                                                        | C2   | Christoph Pfingsten    | Cyclingteam de Rijke                |
| 19   | Trophée GvA juniors #3 - GP d'Hasselt, Hasselt                                    | CJ   | Mathieu van der Poel   | BOXX Veldritacademie                |
| 19   | Trophée GvA espoirs #3 - GP d'Hasselt, Hasselt                                    | CU   | Lars van der Haar      | Rabobank-Giant Off-Road Team        |
| 19   | Trophée GvA #3 - GP d'Hasselt, Hasselt                                            | C2   | Kevin Pauwels          | Sunweb-Revor                        |
| 19   | North Carolina Grand Prix - Race 1, Hendersonville                                | C2   | Ben Berden             | Ops Ale-Stoemper                    |
| 20   | Superprestige juniors #4, Gavere                                                  | CJ   | Mathieu van der Poel   | BOXX Veldritacademie                |
| 20   | Superprestige espoirs #4, Gavere                                                  | CU   | Lars van der Haar      | Rabobank-Giant Off-Road Team        |
| 20   | Superprestige #4, Gavere                                                          | C1   | Kevin Pauwels          | Sunweb-Revor                        |
| 20   | Challenge la France cycliste de cyclo-cross juniors #2, Rodez                     | CJ   | Romain Seigle          | CR Rhône-Alpes                      |
| 20   | Challenge la France cycliste de cyclo-cross espoirs #2, Rodez                     | CU   | Julian Alaphilippe     | Équipe Cycliste de l'Armée de Terre |
| 20   | Challenge la France cycliste de cyclo-cross #2, Rodez                             | C2   | Francis Mourey         | FDJ                                 |
| 20   | Kansai Cyclo-cross Yasu Round, Yasu City                                          | C2   | Keiichi Tsujiura       | Bridgestone Anchor                  |
| 20   | North Carolina Grand Prix - Race 2, Hendersonville                                | C2   | Ben Berden             | Ops Ale-Stoemper                    |
| 25   | Jingle Cross Rock 1, Iowa City                                                    | C2   | Jamey Driscoll         | Cannondale/Cyclocrossworld.com      |
| 26   | Jingle Cross Rock 2, Iowa City                                                    | C2   | Todd Wells             | Specialized                         |
| 26   | Coupe du monde juniors #2, Coxyde                                                 | CDM  | Mathieu van der Poel   | Pays-Bas                            |
| 26   | Coupe du monde espoirs #2, Coxyde                                                 | CDM  | Gert-Jan Bosman        | Pays-Bas                            |
| 26   | Coupe du monde #3, Coxyde                                                         | CDM  | Sven Nys               | Landbouwkrediet                     |
| 27   | Jingle Cross Rock 3, Iowa City                                                    | C1   | Timothy Johnson        | Cannondale/Cyclocrossworld.com      |
| 27   | Superprestige juniors #5, Gieten                                                  | CJ   | Mathieu van der Poel   | BOXX Veldritacademie                |
| 27   | Superprestige espoirs #5, Gieten                                                  | CU   | Lars van der Haar      | Rabobank-Giant Off-Road Team        |
| 27   | Superprestige #5, Gieten                                                          | C1   | Sven Nys               | Landbouwkrediet                     |
| 27   | New England Championship Series #10 - Baystate Cyclo-cross, Sterling              | C2   | Dylan McNicholas       | Cyclocrossworld.com                 |
| 27   | National Trophy Series #4 - Derby, Derby                                          | C2   | Jelle Brackman         | Van der Vurst                       |
| 27   | Kansai Cyclo-cross Nobeyama Kogen Round, Minamimaki                               | C2   | Yu Takenouchi          | Team EURASIA Museeum Bike           |

### Décembre
| Date | Épreuve                                                          | Cat. | Vainqueur              | Équipe                                 |
| ---- | ---------------------------------------------------------------- | ---- | ---------------------- | -------------------------------------- |
| 3    | Cyclocross LA 1, Los Angeles                                     | C2   | Timothy Johnson        | Cannondale-Cyclocrossworld.com         |
| 3    | New England Championship Series #11 - NBX GP 1, Warwick          | C2   | Luke Keough            | Champion Systems-Keough Cyclocross     |
| 4    | 37. Frankfurter Rad-Cross juniors, Francfort-sur-le-Main         | CJ   | Silvio Herklotz        | Stevens Racing Team                    |
| 4    | 37. Frankfurter Rad-Cross, Francfort-sur-le-Main                 | C2   | Christoph Pfingsten    | Cyclingteam de Rijke                   |
| 4    | Cyclocross LA 2, Los Angeles                                     | C2   | Ben Berden             | Ops Ale-Stoemper                       |
| 4    | New England Championship Series #12 - NBX GP 2, Warwick          | C2   | Christian Heule        | Cannondale-Cyclocrossworld.com         |
| 4    | Grand Prix Julien Cajot juniors, Leudelange                      | CJ   | Quinten Hermans        | VZW Young Telenet Fidea Cycling Team   |
| 4    | Grand Prix Julien Cajot, Leudelange                              | C2   | Petr Dlask             | Ruben Birell Cycling Team Specialized  |
| 4    | XVIII Bryksy Cross, Gościęcin                                    | C2   | Marek Konwa            | Aktio Group Mostostal Puławy           |
| 4    | Coupe du monde #4, Igorre                                        | CDM  | Kevin Pauwels          | Sunweb-Revor                           |
| 4    | Side Event juniors, Igorre                                       | CJ   | Kevin Suárez Fernández | Bio-Racer-BH                           |
| 6    | Asteasuko XIII Ziklo-Krossa juniors, Asteasu                     | CJ   | Jaime Campo            | Piélagos                               |
| 6    | Asteasuko XIII Ziklo-Krossa, Asteasu                             | C2   | Egoitz Murgoitio       | Grupo Hirumet Taldea                   |
| 8    | Ciclocross del Ponte juniors, Faè di Oderzo                      | CJ   | Federico Zurlo         | ASD Postumia 73 Dino                   |
| 8    | Ciclocross del Ponte, Faè di Oderzo                              | C2   | Enrico Franzoi         | Selle Italia-Guerciotti                |
| 10   | Deschutes Brewery Cup 1, Bend                                    | CJ   | Logan Owen             | Redline                                |
| 10   | USGP of Cyclocross #7 - Deschutes Brewery Cup 1, Bend            | C1   | Jeremy Powers          | Rapha-Focus                            |
| 10   | Scheldecross juniors, Anvers                                     | CJ   | Yorben Van Tichelt     |                                        |
| 10   | Scheldecross, Anvers                                             | C1   | Sven Nys               | Landbouwkrediet                        |
| 10   | Kingsport Cyclo-cross Cup, Kingsport                             | C2   | Travis Livermon        | SmartStop-Mock Orange Bikes p/b Ridley |
| 10   | Toi Toi Cup #7, Kolín                                            | C2   | David Kasek            | Team Budweiser Budvar                  |
| 11   | Vlaamse Druivenveldrit, Overijse                                 | C1   | Sven Nys               | Landbouwkrediet                        |
| 11   | Deschutes Brewery Cup 2, Bend                                    | CJ   | Logan Owen             | Redline                                |
| 11   | USGP of Cyclocross #8 - Deschutes Brewery Cup 2, Bend            | C2   | Jeremy Powers          | Rapha-Focus                            |
| 11   | Challenge la France cycliste de cyclo-cross juniors #3, Besançon | CJ   | Quentin Jauregui       | BOXX Veldritacademie                   |
| 11   | Challenge la France cycliste de cyclo-cross espoirs #3, Besançon | CU   | Kevin Bouvard          | CR Rhône-Alpes                         |
| 11   | Challenge la France cycliste de cyclo-cross #3, Besançon         | C2   | Francis Mourey         | FDJ                                    |
| 11   | National Trophy Series #5 - Bradford, Bradford                   | C2   | Paul Oldham            | Hope RT                                |
| 17   | Trophée GvA juniors #4 - GP Rouwmoer, Essen                      | CJ   | Mathieu van der Poel   | BOXX Veldritacademie                   |
| 17   | Trophée GvA espoirs #4 - GP Rouwmoer, Essen                      | CU   | Tijmen Eising          | Sunweb-Revor                           |
| 17   | Trophée GvA #4 - GP Rouwmoer, Essen                              | C1   | Bart Wellens           | Telenet-Fidea                          |
| 18   | Cyclo-cross International Ciudad de Valencia, Valence            | C2   | José Antonio Hermida   | Multivan Merida Biking Team            |
| 18   | Coupe du monde #5, Namur                                         | CDM  | Sven Nys               | Landbouwkrediet                        |
| 18   | Side Event juniors, Namur                                        | CJ   | Mathieu van der Poel   | BOXX Veldritacademie                   |
| 18   | Side Event espoirs, Namur                                        | CU   | Arnaud Jouffroy        | Telenet-Fidea                          |
| 20   | Internationale Centrumcross van Surhuisterveen, Surhuisterveen   | C2   | Gerben de Knegt        | Rabobank-Giant Off-Road Team           |
| 23   | Superprestige juniors #6, Diegem                                 | CJ   | Mathieu van der Poel   | BOXX Veldritacademie                   |
| 23   | Superprestige espoirs #6, Diegem                                 | CU   | Lars van der Haar      | Rabobank-Giant Off-Road Team           |
| 23   | Superprestige #6, Diegem                                         | C1   | Niels Albert           | BKCP-Powerplus                         |
| 26   | Grand-Prix DAF Grand Garage Engel, Differdange                   | C2   | Dave De Cleyn          | AVB Cycling Team                       |
| 26   | Internationales Radquer Dagmersellen, Dagmersellen               | C2   | Francis Mourey         | FDJ                                    |
| 26   | Coupe du monde #6, Heusden-Zolder                                | CDM  | Kevin Pauwels          | Sunweb-Revor                           |
| 26   | Side Event juniors, Heusden-Zolder                               | CJ   | Mathieu van der Poel   | BOXX Veldritacademie                   |
| 26   | Side Event espoirs, Heusden-Zolder                               | CU   | Wietse Bosmans         | BKCP-Powerplus                         |
| 28   | Trophée GvA juniors #5 - Azencross, Loenhout                     | CJ   | Mathieu van der Poel   | BOXX Veldritacademie                   |
| 28   | Trophée GvA espoirs #5 - Azencross, Loenhout                     | CU   | Wietse Bosmans         | BKCP-Powerplus                         |
| 28   | Trophée GvA #5 - Azencross, Loenhout                             | C1   | Niels Albert           | BKCP-Powerplus                         |
| 29   | Versluys Cyclo-cross, Bredene                                    | C2   | Jan Denuwelaere        | Style & Concept Team                   |
| 30   | Fidea Cyclocross Leuven juniors, Louvain                         | CJ   | Wout van Aert          |                                        |
| 30   | Fidea Cyclocross Leuven, Louvain                                 | C1   | Sven Nys               | Landbouwkrediet                        |
| 30   | Memorial Romano Scotti juniors, Rome                             | CJ   | Federico Zurlo         | ASD Postumia 73 Dino                   |
| 30   | Memorial Romano Scotti, Rome                                     | C2   | Marco Aurelio Fontana  | Cannondale Factory Racing              |
| 31   | Chicago Cyclocross Cup New Year's Resolution 1, Bloomingdale     | C2   | Ryan Trebon            | LTS-Felt                               |

### Janvier
| Date | Épreuve                                                      | Cat. | Vainqueur            | Équipe                         |
| ---- | ------------------------------------------------------------ | ---- | -------------------- | ------------------------------ |
| 1    | Trophée GvA juniors #6 - Grand Prix Sven Nys, Baal           | CJ   | Mathieu van der Poel | BOXX Veldritacademie           |
| 1    | Trophée GvA espoirs #6 - Grand Prix Sven Nys, Baal           | CU   | Lars van der Haar    | Rabobank-Giant Off-Road Team   |
| 1    | Trophée GvA #6 - Grand Prix Sven Nys, Baal                   | C1   | Sven Nys             | Landbouwkrediet                |
| 1    | Chicago Cyclocross Cup New Year's Resolution 2, Bloomingdale | C2   | Ryan Trebon          | LTS-Felt                       |
| 1    | Grand Prix Hotel Threeland juniors, Pétange                  | CJ   | Marco König          |                                |
| 1    | Grand Prix Hotel Threeland, Pétange                          | C2   | John Gadret          | AG2R La Mondiale               |
| 2    | Cyclo Cross Bussnang, Bussnang                               | C2   | Christian Heule      | Cannondale-Cyclocrossworld.com |
| 9    | Cyclocross Otegem, Otegem                                    | C2   | Kevin Pauwels        | Sunweb-Revor                   |
| 14   | 34° Gran Premio Mamma E Papa Guerciotti AM junios, Segrate   | CJ   | Stefano Valdrighi    | Selle Italia-Guerciotti        |
| 14   | 34° Gran Premio Mamma E Papa Guerciotti AM, Segrate          | C2   | Elia Silvestri       | Selle Italia-Guerciotti        |
| 15   | National Trophy Series #6 - Shrewsbury, Shrewsbury           | C2   | Liam Killeen         | Giant Factory Off-Road Team    |
| 15   | Coupe du monde juniors #3, Liévin                            | CDM  | Mathieu van der Poel | Pays-Bas                       |
| 15   | Coupe du monde espoirs #3, Liévin                            | CDM  | Lars van der Haar    | Pays-Bas                       |
| 15   | Coupe du monde #7, Liévin                                    | CDM  | Zdeněk Štybar        | Omega Pharma-Quick Step        |
| 21   | Kasteelcross Zonnebeke, Zonnebeke                            | C2   | Rob Peeters          | Telenet-Fidea                  |
| 21   | Internationale Cyclo-Cross Rucphen juniors, Rucphen          | CJ   | Koen Weijers         |                                |
| 21   | Internationale Cyclo-Cross Rucphen, Rucphen                  | C2   | Bart Aernouts        | Rabobank-Giant Off-Road Team   |
| 22   | Cyclo-cross International du Mingant, Lanarvily              | C2   | Arnold Jeannesson    | FDJ-BigMat                     |
| 22   | Ispasterko Udala Sari Nagusia, Ispaster                      | C2   | Egoitz Murgoitio     | Grupo Hirumet Taldea           |
| 22   | Coupe du monde juniors #4, Hoogerheide                       | CDM  | Mathieu van der Poel | Pays-Bas                       |
| 22   | Coupe du monde espoirs #4, Hoogerheide                       | CDM  | Lars van der Haar    | Pays-Bas                       |
| 22   | Coupe du monde #8, Hoogerheide                               | CDM  | Kevin Pauwels        | Sunweb-Revor                   |
| 28   | Championnats du monde de cyclo-cross juniors, Coxyde         | CM   | Mathieu van der Poel | Pays-Bas                       |
| 28   | Championnats du monde de cyclo-cross moins de 23 ans, Coxyde | CM   | Lars van der Haar    | Pays-Bas                       |
| 29   | Championnats du monde de cyclo-cross, Coxyde                 | CM   | Niels Albert         | Belgique                       |

### Février
| Date | Épreuve                                                           | Cat. | Vainqueur            | Équipe                       |
| ---- | ----------------------------------------------------------------- | ---- | -------------------- | ---------------------------- |
| 1    | Parkcross Maldegem, Maldegem                                      | C2   | Sven Vanthourenhout  | Landbouwkrediet-Euphony      |
| 4    | Trophée GvA juniors #7 - Krawatencross, Lille                     | CJ   | Yorben Van Tichelt   | Landbouwkrediet-KDL          |
| 4    | Trophée GvA espoirs #7 - Krawatencross, Lille                     | CU   | Wietse Bosmans       | BKCP-Powerplus               |
| 4    | Trophée GvA #7 - Krawatencross, Lille                             | C1   | Tom Meeusen          | Telenet-Fidea                |
| 5    | Superprestige juniors #7, Hoogstraten                             | CJ   | Mathieu van der Poel | BOXX Veldritacademie         |
| 5    | Superprestige espoirs #7, Hoogstraten                             | CU   | Laurens Sweeck       | KDL trans-Landbouwkrediet    |
| 5    | Superprestige #7, Hoogstraten                                     | C1   | Tom Meeusen          | Telenet-Fidea                |
| 11   | Superprestige juniors #8, Middelkerke                             | CJ   | Mathieu van der Poel | BOXX Veldritacademie         |
| 11   | Superprestige espoirs #8, Middelkerke                             | CU   | Stan Godrie          | Rabobank-Giant Off-Road Team |
| 11   | Superprestige #8, Middelkerke                                     | C1   | Zdeněk Štybar        | Omega Pharma-Quick Step      |
| 12   | GP Heuts, Heerlen                                                 | C1   | Kevin Pauwels        | Sunweb-Revor                 |
| 12   | G.P. Stad Eeklo, Eeklo                                            | C2   | Sven Nys             | Landbouwkrediet-Euphony      |
| 18   | Cauberg Cyclo-cross juniors, Fauquemont-sur-Gueule                | CJ   | Mathieu van der Poel | BOXX Veldritacademie         |
| 18   | Cauberg Cyclo-cross espoirs, Fauquemont-sur-Gueule                | CU   | Lars van der Haar    | Rabobank-Giant Off-Road Team |
| 18   | Cauberg Cyclo-cross, Fauquemont-sur-Gueule                        | C1   | Sven Nys             | Landbouwkrediet-Euphony      |
| 19   | Trophée GvA juniors #8 - Internationale Sluitingsprijs, Oostmalle | CJ   | Mathieu van der Poel | BOXX Veldritacademie         |
| 19   | Trophée GvA espoirs #8 - Internationale Sluitingsprijs, Oostmalle | CU   | Wietse Bosmans       | BKCP-Powerplus               |
| 19   | Trophée GvA #8 - Internationale Sluitingsprijs, Oostmalle         | C1   | Niels Albert         | BKCP-Powerplus               |

## Championnats nationaux (CN)
Différents champions de la saison 2011-2012
| Nation             | Date                              | Élites hommes          | Moins de 23 ans hommes | Juniors hommes         |
| ------------------ | --------------------------------- | ---------------------- | ---------------------- | ---------------------- |
| Allemagne          | 7-8 janvier 2012                  | Christoph Pfingsten    | Michael Schweizer      | Silvio Herklotz        |
| Autriche           | 8 janvier 2012                    | Daniel Geismayr        |                        | Florian Gruber         |
| Belgique           | 7-8 janvier 2012                  | Sven Nys               | Wietse Bosmans         | Daan Soete             |
| Canada             | 5 novembre 2011                   | Chris Sheppard         | Evan McNeely           | Yohan Patry            |
| Croatie            | 8 janvier 2012                    | Jasmin Becirovic       |                        |                        |
| Danemark           | 8 janvier 2012                    | Kenneth Hansen         |                        | Simon Hamman-Larsen    |
| Espagne            | 6-8 janvier 2012                  | Isaac Suárez Fernández | Marcos Altur Boronat   | Kevin Suárez Fernández |
| États-Unis         | 6-8 janvier 2012                  | Jeremy Powers          | Zach McDonald          | Logan Owen             |
| Finlande           | 2 octobre 2011                    | Sami Tiainen           |                        | Artturi Pensasmaa      |
| France             | 7-8 janvier 2012                  | Aurélien Duval         | Julian Alaphilippe     | Quentin Jauregui       |
| Grande-Bretagne    | 7-8 janvier 2012                  | Ian Field              | Steven James           | Hugo Robinson          |
| Hongrie            | 17 décembre 2011                  | Szilárd Buruczki       |                        | Bence Szalontay        |
| Irlande            | 7 janvier 2012                    | Robin Seymour          |                        |                        |
| Italie             | 7-8 janvier 2012                  | Marco Aurelio Fontana  | Elia Silvestri         | Gioele Bertolini       |
| Japon              | 11 décembre 2011                  | Yu Takenouchi          |                        | Toki Sawada            |
| Luxembourg         | 7-8 janvier 2012                  | Gusty Bausch           |                        | Sven Fritsch           |
| Pays-Bas           | 7-8 janvier 2012                  | Lars Boom              | Lars van der Haar      | Mathieu van der Poel   |
| Pologne            | 8 janvier 2012                    | Mariusz Gil            | Marek Konwa            | Michał Paluta          |
| République-tchèque | 10 décembre 2011 - 8 janvier 2012 | Zdeněk Štybar          |                        | Karel Pokorný          |
| Serbie             | 28 janvier 2012                   | Bojan Djurdjic         |                        | Miloš Borisavljević    |
| Slovaquie          | 11 décembre 2011                  | Róbert Gavenda         |                        | Ondřej Glajza          |
| Suède              | 13 novembre 2011                  | Magnus Darvell         |                        |                        |
| Suisse             | 7-8 janvier 2012                  | Julien Taramarcaz      | Fabian Lienhard        | Dominic Grab           |

## Records de victoires

### Par coureur
|    | Nom                 | Tot. | Équipe                   | CDM/CM | C1 | C2/CN |
| -- | ------------------- | ---- | ------------------------ | ------ | -- | ----- |
| 1  | Sven Nys            | 13   | Landbouwkrediet-Euphony  | 3      | 6  | 4     |
| 2  | Kevin Pauwels       | 11   | Sunweb-Revor             | 4      | 3  | 4     |
| 3  | Jeremy Powers       | 11   | Rapha-Focus              | -      | 3  | 8     |
| 4  | Niels Albert        | 8    | BKCP-Powerplus           | 1      | 6  | 1     |
| 5  | Ryan Trebon         | 8    | LTS/Felt                 | -      | 2  | 6     |
| 6  | Zdeněk Štybar       | 7    | Omega Pharma-Quick Step  | 1      | 2  | 4     |
| 7  | Francis Mourey      | 7    | FDJ-BigMat               | -      | 1  | 6     |
| 8  | Justin Lindine      | 5    | BikeReg.com/Joe's Garage | -      | 1  | 4     |
| 9  | Christoph Pfingsten | 5    | Cyclingteam de Rijke     | -      | -  | 5     |
| 10 | Bart Wellens        | 4    | Telenet-Fidea            | -      | 1  | 3     |
| -  | Ben Berden          | 4    | Ops Ale-Stoemper         | -      | 1  | 3     |

### Par pays
Les victoires obtenues lors des championnats nationaux ne sont pas prises en compte.
|    | Pays        | Vict. | CDM/CM | C1 | C2 |
| -- | ----------- | ----- | ------ | -- | -- |
| 1  | Belgique    | 54    | 8      | 19 | 27 |
| 2  | États-Unis  | 32    | -      | 7  | 25 |
| 3  | France      | 11    | -      | 1  | 10 |
| 4  | Tchéquie    | 10    | 1      | 2  | 7  |
| 5  | Suisse      | 7     | -      | 1  | 6  |
| 6  | Italie      | 6     | -      | -  | 6  |
| 7  | Espagne     | 5     | -      | -  | 5  |
| 8  | Pays-Bas    | 4     | -      | 1  | 3  |
| 9  | Allemagne   | 4     | -      | -  | 4  |
| 10 | Royaume-Uni | 3     | -      | -  | 3  |

### Par équipes
Les victoires obtenues lors des épreuves de coupes du monde juniors et espoirs ne sont pas comptabilisées pour les équipes dans lequel le coureur évolue puisqu'elles sont disputées sous le maillot de leurs nations.
|    | Équipes                        | Vict. | CDM/CM | C1 | C2/CN |
| -- | ------------------------------ | ----- | ------ | -- | ----- |
| 1  | Landbouwkrediet-Euphony        | 15    | 3      | 6  | 6     |
| 2  | Sunweb-Revor                   | 11    | 4      | 3  | 4     |
| 3  | Rapha-Focus                    | 11    | -      | 3  | 8     |
| 4  | BKCP-Powerplus                 | 8     | 1      | 6  | 1     |
| 5  | Telenet-Fidea                  | 8     | -      | 3  | 5     |
| 6  | LTS/Felt                       | 8     | -      | 2  | 6     |
| 7  | FDJ-BigMat                     | 8     | -      | 1  | 7     |
| 8  | Omega Pharma-Quick Step        | 7     | 1      | 2  | 4     |
| 9  | Cannondale-Cyclocrossworld.com | 6     | -      | 2  | 4     |
| 10 | BikeReg.com/Joe's Garage       | 5     | -      | 1  | 4     |
| -  | Rabobank-Giant Off-Road Team   | 5     | -      | 1  | 4     |